# Brücken-Hackpfüffel
Brücken-Hackpfüffel – gmina w Niemczech, w kraju związkowym Saksonia-Anhalt, w powiecie Mansfeld-Südharz, wchodzi w skład gminy związkowej Goldene Aue. Powstała 1 stycznia 2009 z połączenia dwóch gmin: Brücken oraz Hackpfüffel